# Активы (телесериал)
«Активы» (англ. The Assets) — американский мини-сериал, основанный на книге «Отчет об Олдриче Эймсе и людях, которых он предал», написанной бывшими агентами ЦРУ Сандрой Граймс и Джинн Вертфей. В центре сюжета находятся агенты Сандра Граймс и Джинн Вертфей, которые ведут поиски крота в самый разгар холодной войны. Сериал планировался к выходу на ABC в сезоне 2013—2014 годов. Премьера сериала состоялась 2 января 2014 года, в качестве недорогой межсезонной замены в период паузы сериала «Скандал». 10 января, после выхода двух эпизодов, ABC снял шоу с эфира в связи в катастрофически низкими рейтингами.

## Актёры и персонажи
- Джоди Уиттакер — Сандра Граймс
- Гарриет Уолтер — Джинн Вертфей[англ.]
- Пол Рис — Олдрич Эймс
- Стюарт Миллиган — Пол Редмонд
- Джулиан Овенден — Гэри Граймс
- Кристина Коул — Луиза Тилтон
- Ральф Браун — Лоуренс Уинстон
- Горан Костич — Черкашин
- Джон Линч — Виталий Юрченко
- Питер Гиннесс[англ.] — Дмитрий Поляков
- Николас Вудисон — Волков
- Леонардас Победоносцевас — Алеша Поляков